# 1934 en Ontario
Chronologie de l'Ontario
- 1930
- 1931
- 1932
- 1933
- 1934
- 1935
- 1936
- 1937
- 1938

Cette page concerne des événements d'actualité qui se sont produits durant l'année 1934 dans la province canadienne de l'Ontario.

## Politique

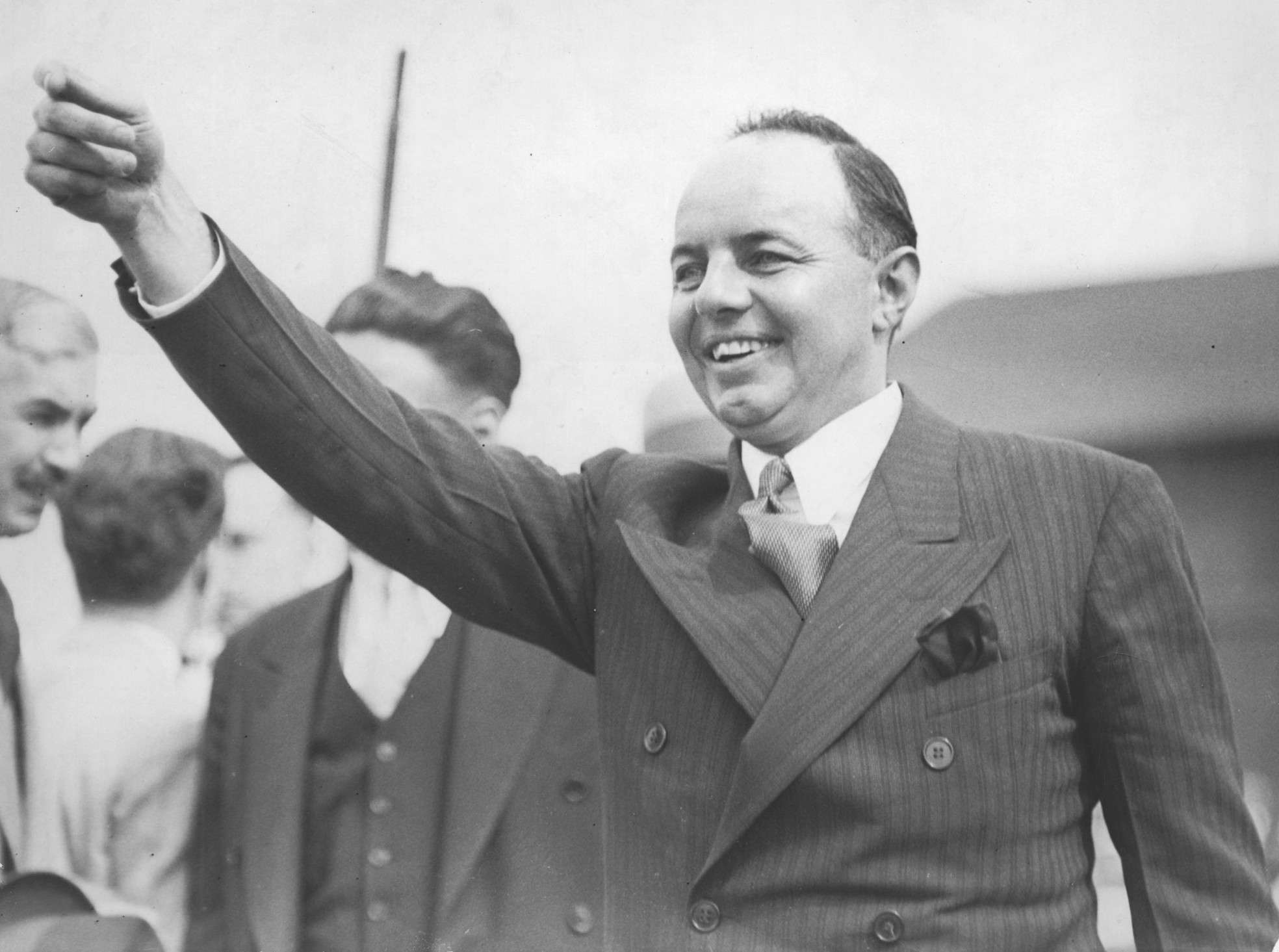
Mitchell Hepburn, 11e Premier ministre de l'Ontario

- Premier ministre : Mitchell Hepburn (Parti libéral). (élu le 19 juin face au sortant George Stewart Henry (Parti conservateur))
- Chef de l'Opposition: W. E. N. Sinclair (Parti libéral) puis George Stewart Henry (Parti conservateur)
- Lieutenant-gouverneur: Herbert Alexander Bruce (en)
- Législature: 18e (en) puis 19e (en)

## Naissances
- 16 janvier : Judy Erola (en), député fédéral de Nickel Belt (1980-1984).
- 19 janvier : Lloyd Robertson, chef d'antenne.
- 5 février : Don Cherry, joueur et entraîneur-chef de hockey sur glace et commentateur sportif.
- 20 février : Gaston Marcotte (professeur universitaire d'éducation physique) († 5 janvier 2024).
- 28 mai : les 5 Sœurs Dionne (quintuplés) à Corbeil.
- 7 juin : David Strangway (en), géophysicien et universitaire.
- 16 juin : Roger Neilson, entraîneur de hockey sur glace († 21 juin 2003).
- 13 juillet : Peter Gzowski, journaliste, animateur de la radio et écrivain († 24 janvier 2002).
- 27 juillet : Jim Elder, cavalier.
- 31 août : Herb Epp, député provincial de Waterloo-Nord (1977-1990) et maire de Waterloo (1975-1977, 2003-2006) († 25 février 2013).
- 21 novembre : Howard Pawley, premier ministre du Manitoba († 30 décembre 2015).

## Décès
- 15 mars : Davidson Black, anthropologue (° 25 juillet 1884).
- 28 juillet : Marie Dressler, actrice (° 9 novembre 1868).
- 4 octobre : Henry Sproatt (en), architecte (° 14 juin 1866).
- 10 novembre : Donald Mann (en), entrepreneur ferroviaire (° 23 mars 1853).